# کلیسای سنت اوزبیوس
کلیسای سنت اوزبیوس (انگلیسی: St Eusebius' Church, Arnhem) یک کلیسا در شهر آرنهم، هلند است.
این کلیسا که در سال ۱۵۵۰ میلادی ساخته شده‌است با ۹۳ متر ارتفاع بلندترین ساختمان آرنهم محسوب می‌شود.

## نگارخانه

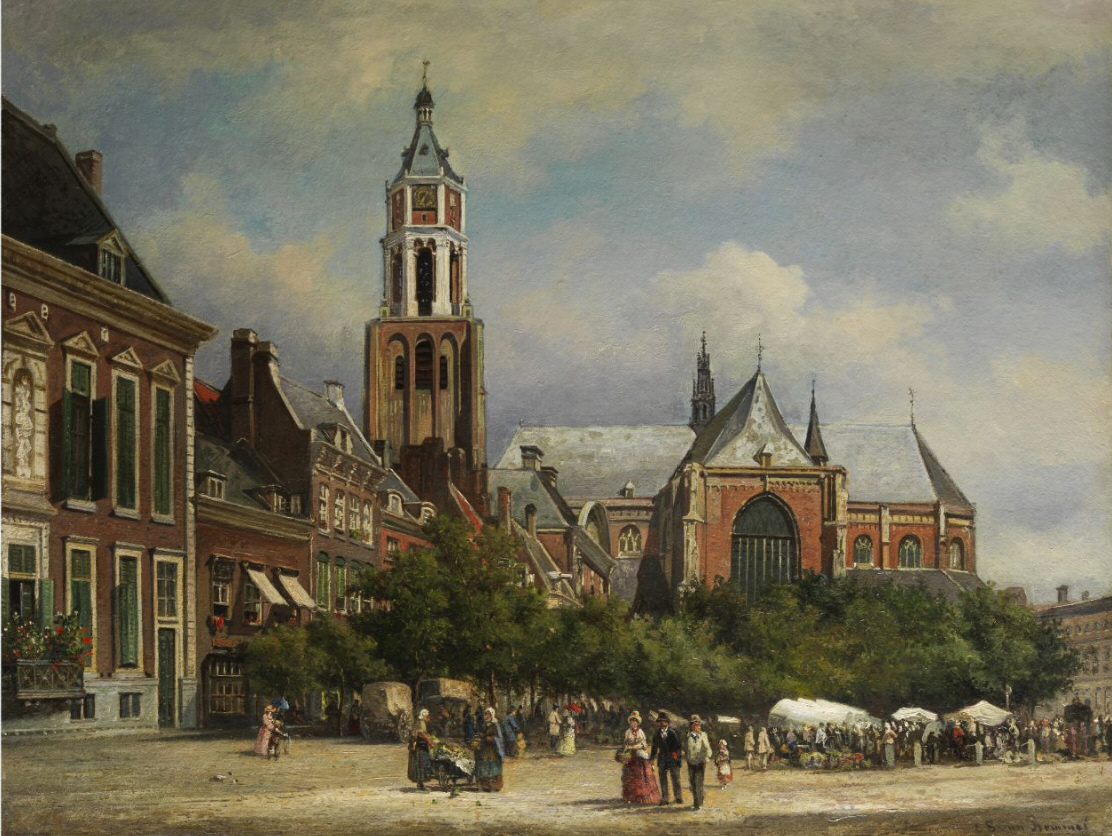
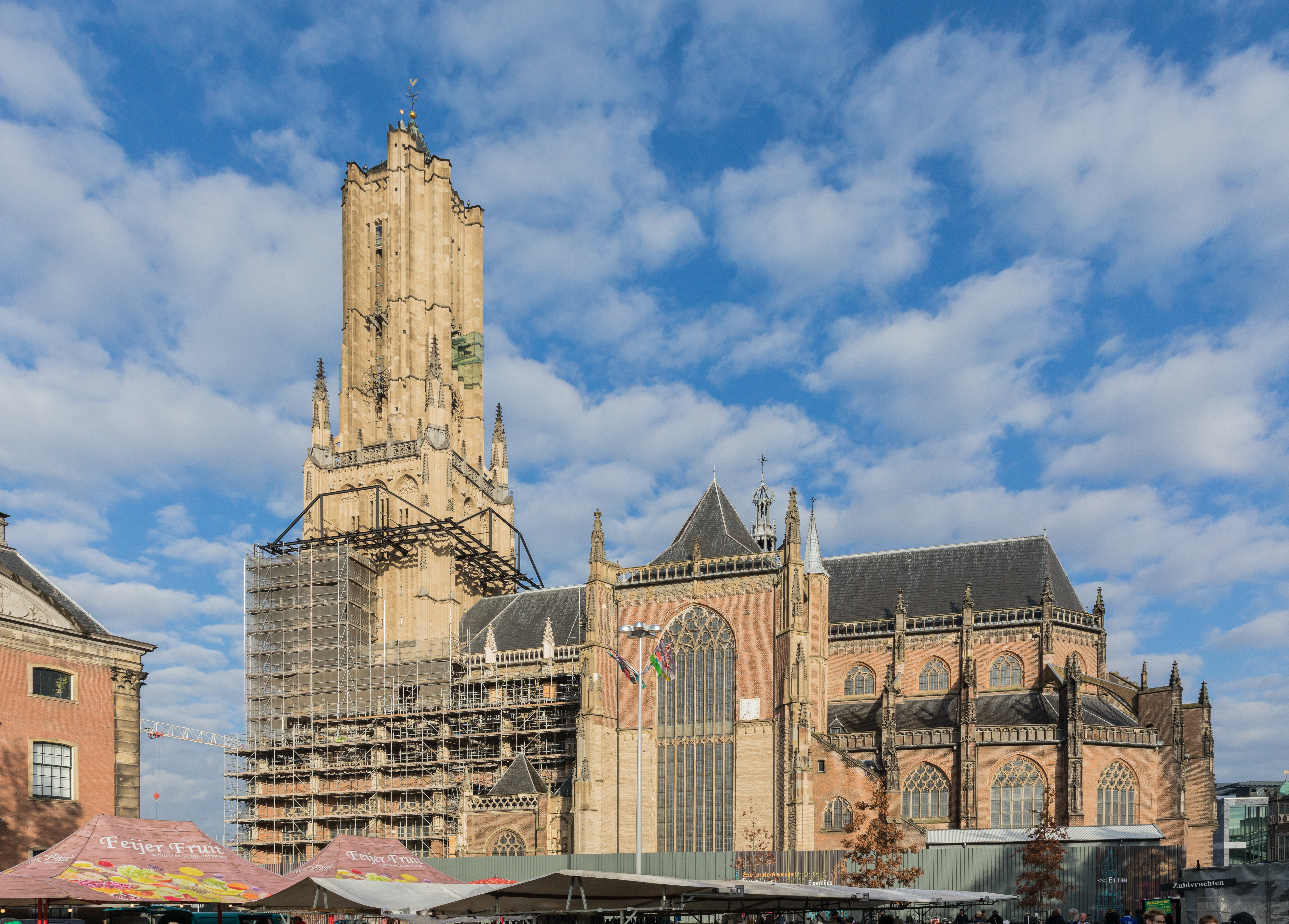
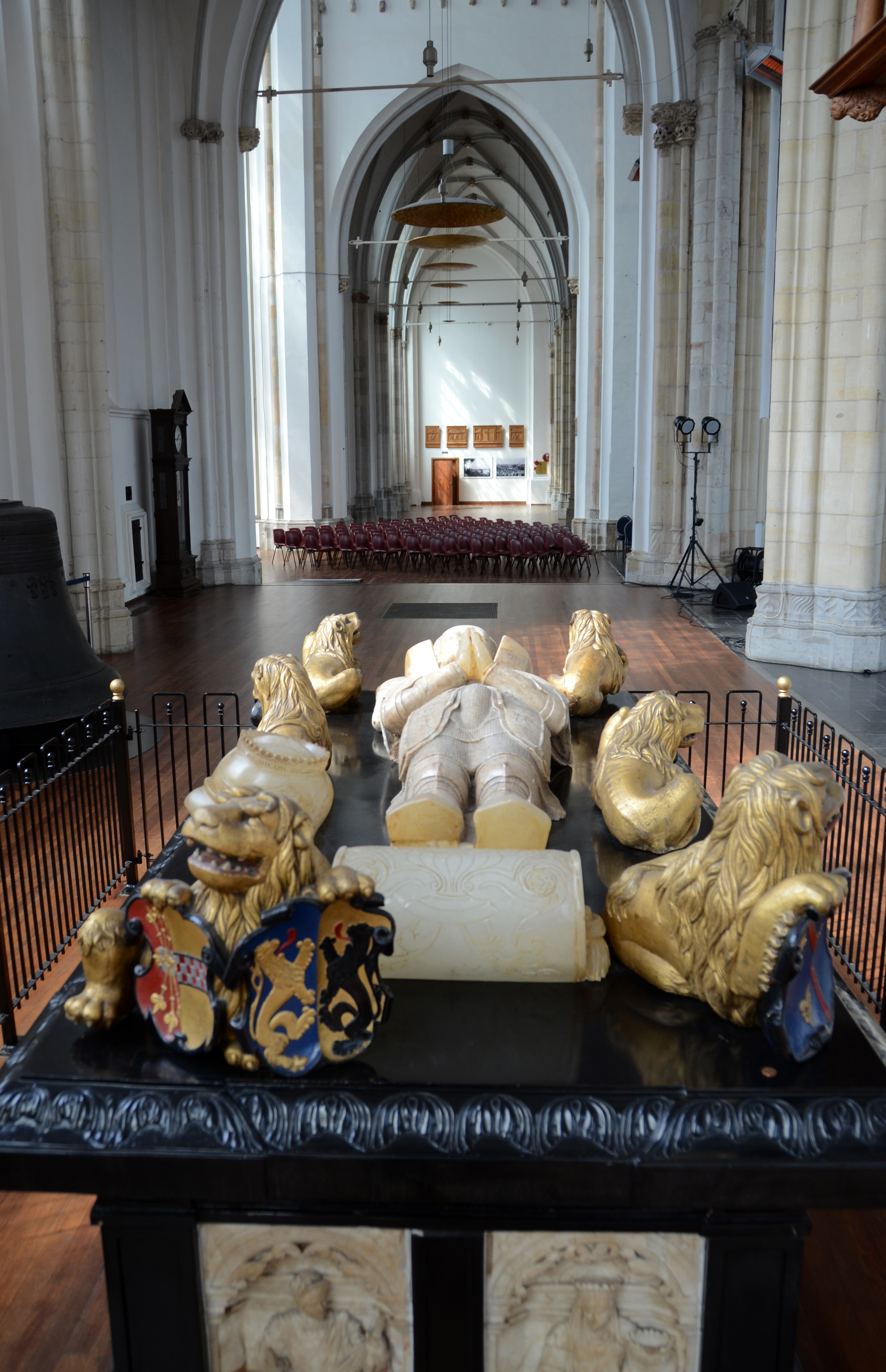
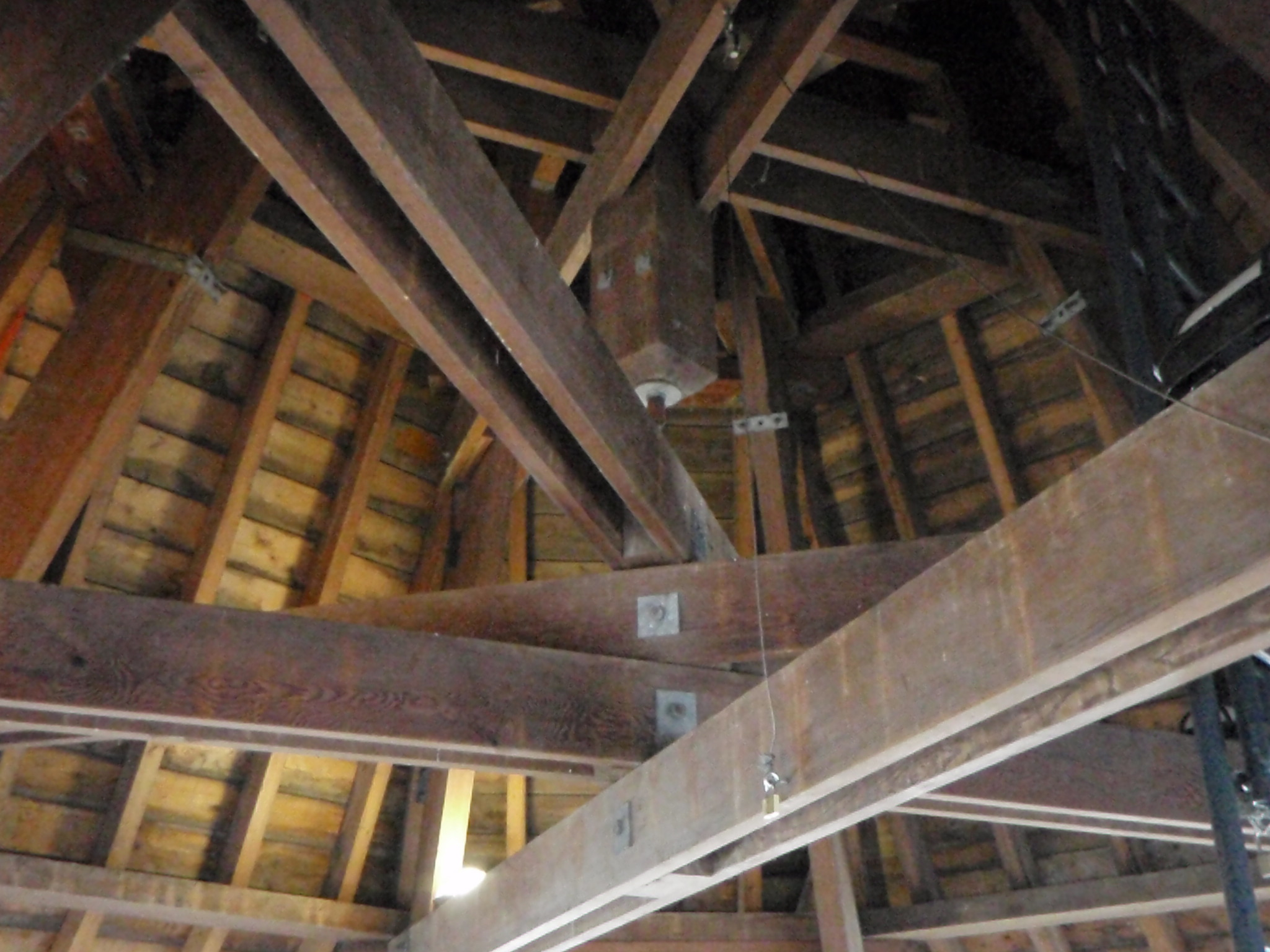
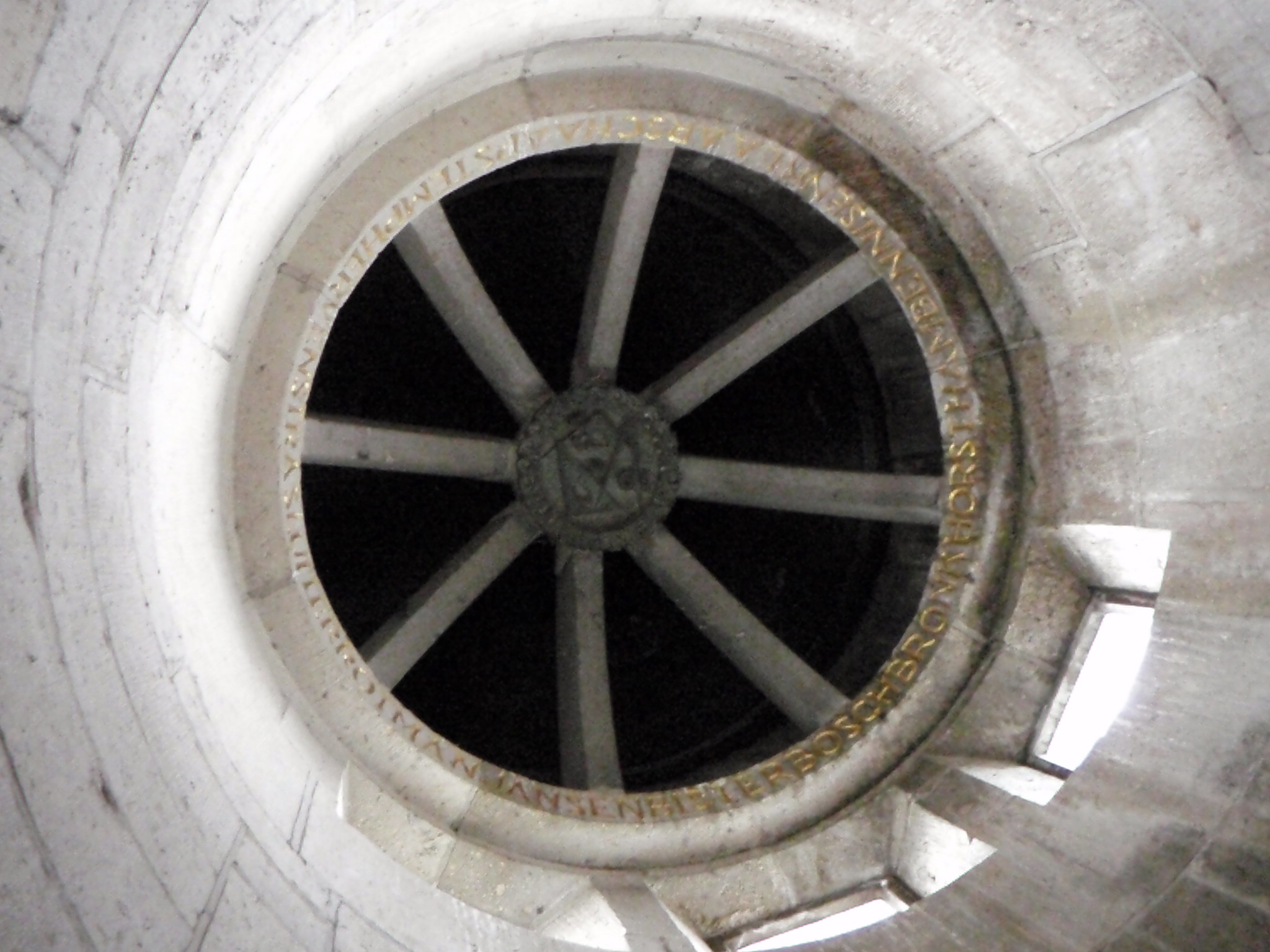
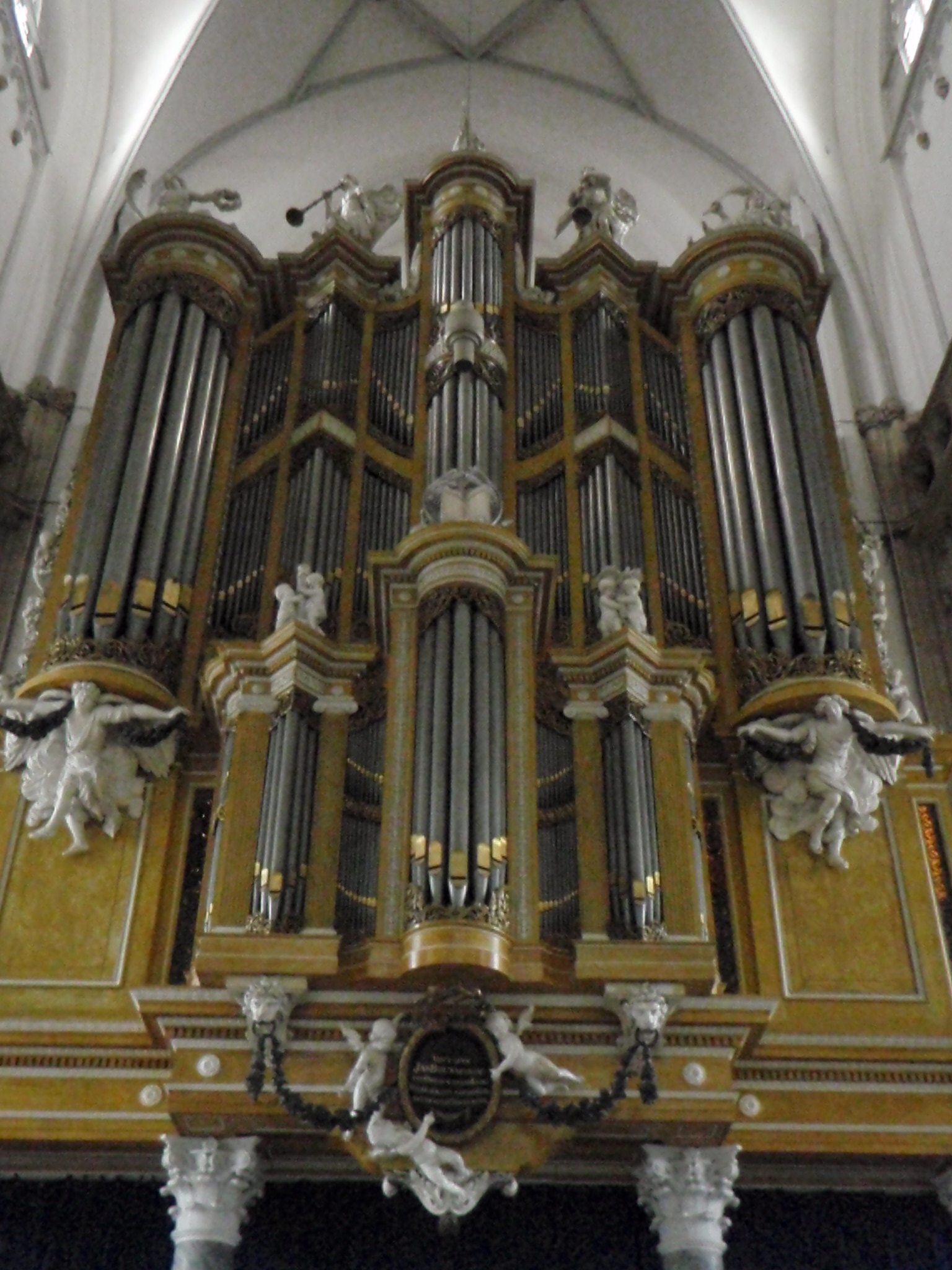
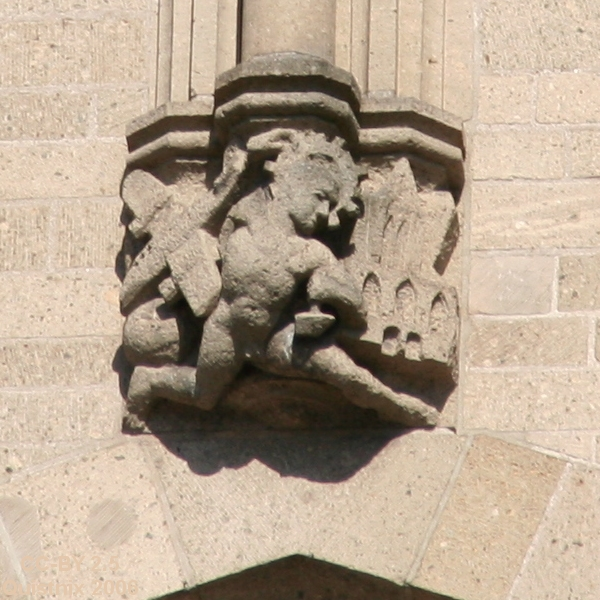
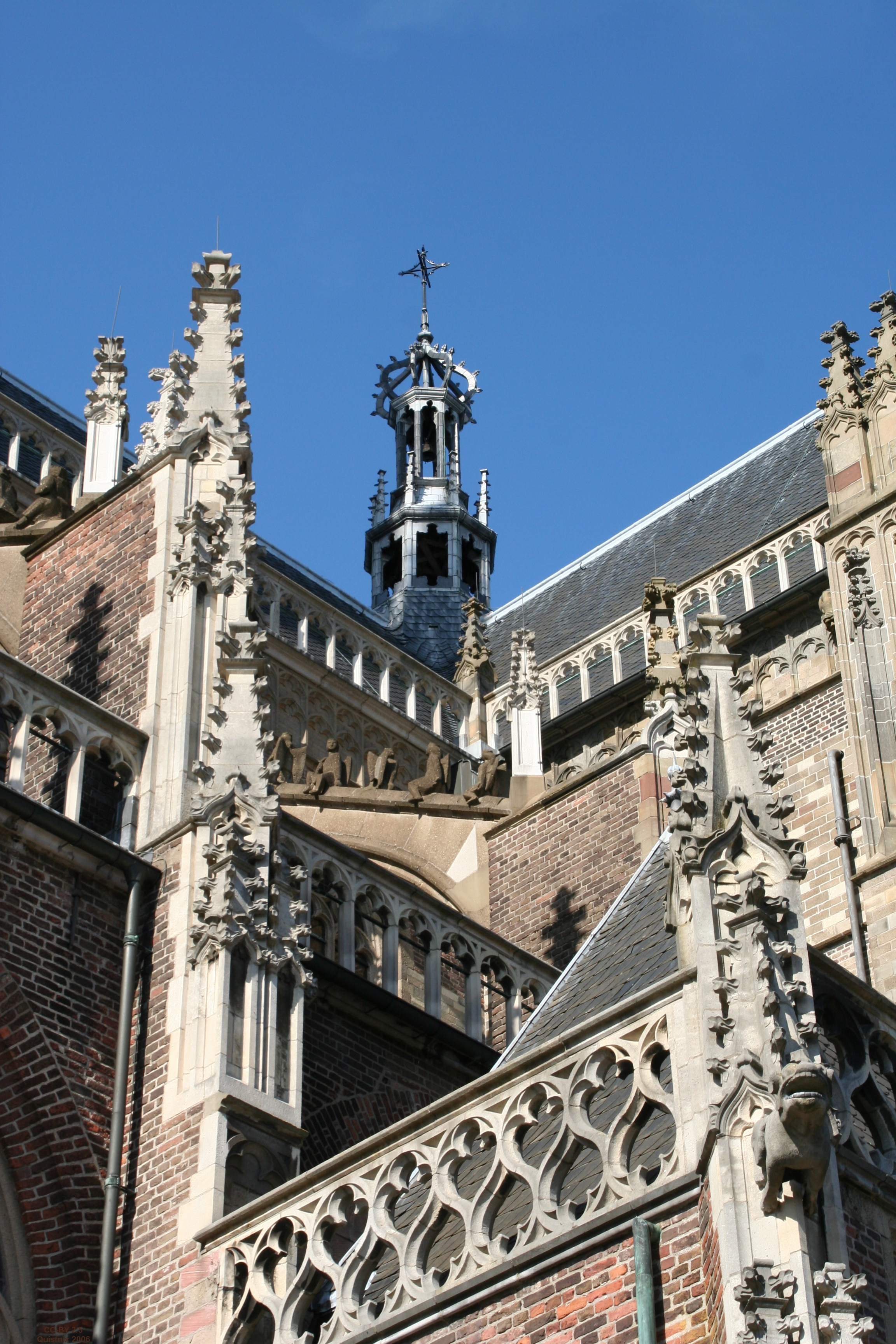
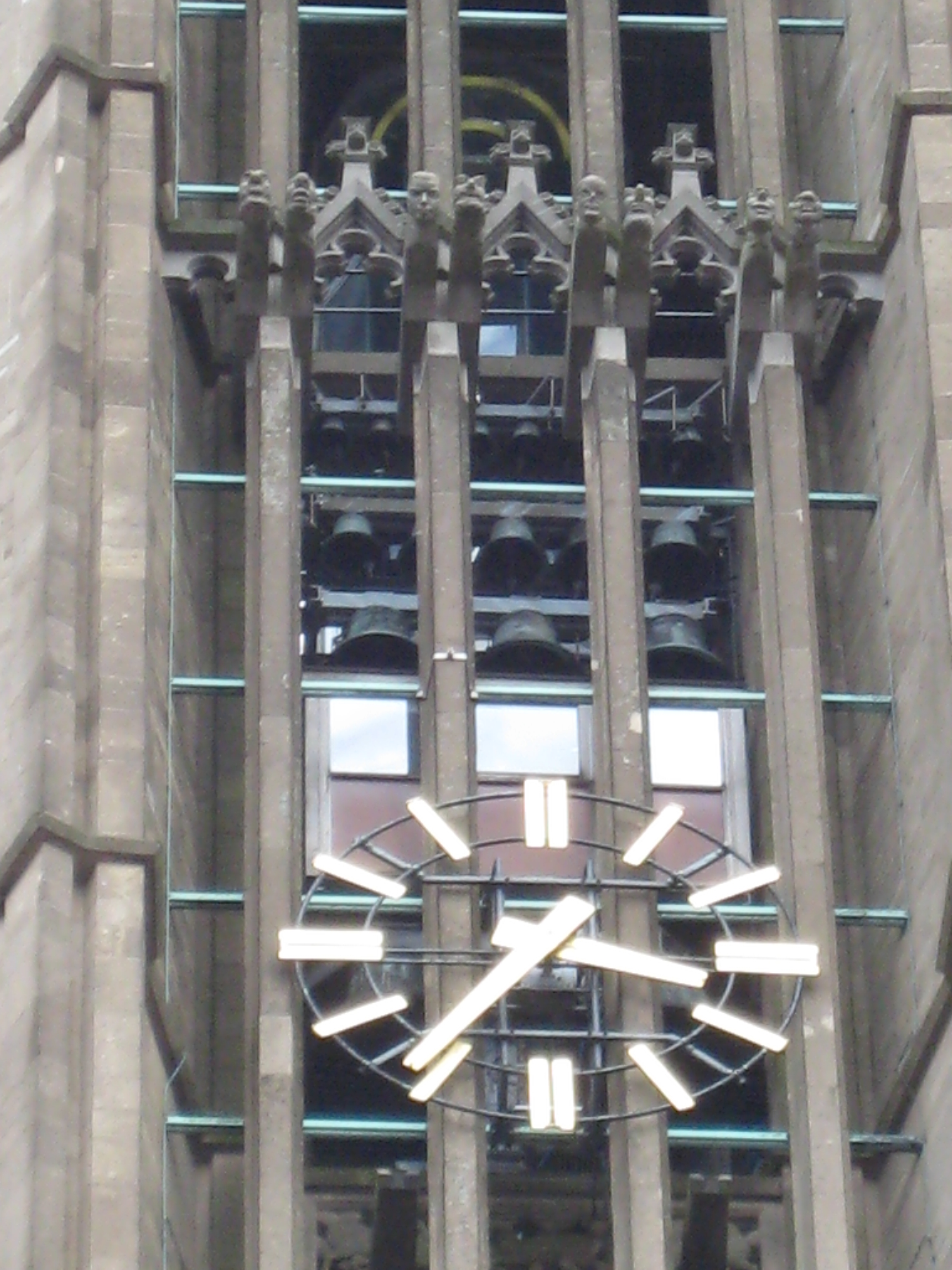
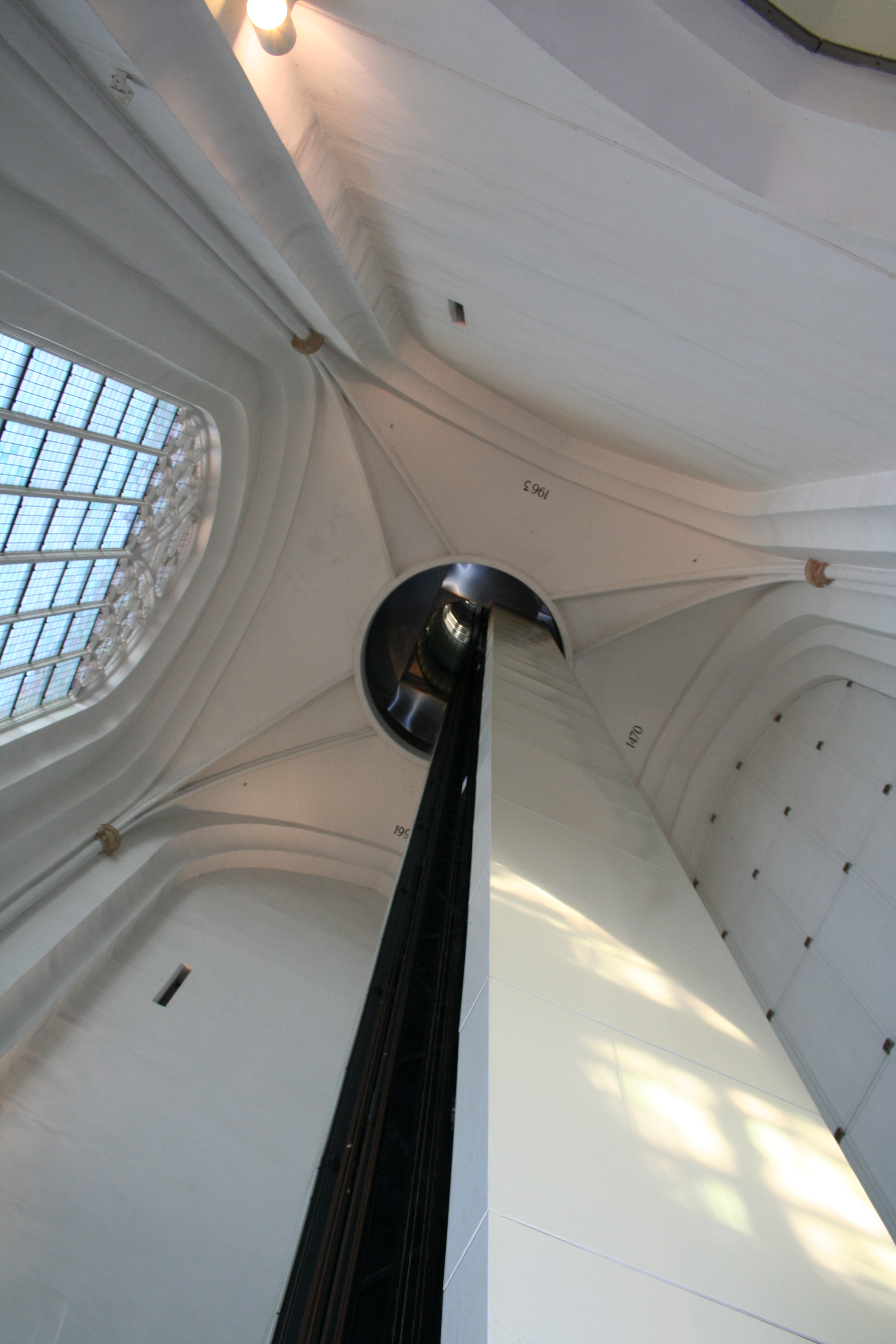